# Marketing
Marketing (tiếng Việt: tiếp thị) là tập hợp các hoạt động quảng bá, truyền thông nhằm mục đích đưa hàng hoá hoặc dịch vụ từ nơi sản xuất hay các doanh nghiệp tới người tiêu dùng cũng như là tạo dựng mối quan hệ giữa doanh nghiệp và khách hàng. Marketing lấy nền tảng vào việc tập trung vào khách hàng làm một trong những yếu tố hàng đầu trong quản lý và phát triển doanh nghiệp cũng như tăng lợi thế cạnh tranh trên thị trường.
Hiệp hội Tiếp thị Mỹ (American Marketing Association, AMA) cho định nghĩa sau: "Tiếp thị là hoạt động, tập hợp các tổ chức và quy trình nhằm tạo ra, giao tiếp, phân phối và trao đổi các sản phẩm có giá trị cho khách hàng, đối tác và xã hội nói chung.".
Có thể xem như marketing là quá trình mà những cá nhân hoặc tập thể đạt được những gì họ cần và muốn thông qua việc tạo lập, cống hiến, và trao đổi tự do giá trị của các sản phẩm và dịch vụ với nhau (MM - Kotler).
Theo định nghĩa dành cho các nhà quản lý, marketing được ví như "nghệ thuật bán hàng", nhưng khá ngạc nhiên rằng, yếu tố quan trọng nhất của marketing thật ra không nằm ở chỗ bán sản phẩm. Peter Drucker, nhà lý thuyết quản lý hàng đầu cho rằng: "Nhưng mục đích của marketing là làm sao để biết và hiểu rõ khách hàng thật tốt sao cho sản phẩm hoặc dịch vụ thích hợp nhất với người đó, và tự nó sẽ bán được nó. Lý tưởng nhất, Marketing nên là kết quả từ sự sẵn sàng mua sắm. Từ đó, việc hình thành nên sản phẩm hoặc dịch vụ mới trở nên cần thiết để tạo ra chúng (sự sẵn sàng mua sắm để "tự nó bán được nó")".
Quy trình marketing bao gồm 5 bước cơ bản: Nghiên cứu thị trường, Lập chiến lược Marketing (bao gồm: phân khúc thị trường, định vị thị trường, xác định chiến lược thâm nhập thị trường), Lập kế hoạch & triển khai và cuối cùng là Đo lường và phân tích hiệu quả.

## Thuật ngữ Marketing
Theo một số tài liệu thì thuật ngữ Marketing xuất hiện lần đầu tiên tại Mỹ vào đầu thế kỷ 20 và được đưa vào Từ điển tiếng Anh năm 1944. Xét về mặt cấu trúc, thuật ngữ Marketing gồm gốc "market" có nghĩa là "cái chợ" hay "thị trường" và hậu tố "ing" diễn đạt sự vận động và quá trình đang diễn ra của thị trường.
Market với nghĩa hẹp là "cái chợ"  là địa điểm để trao đổi hàng hóa giữa người mua và người bán, thường được hiểu là hàng tiêu dùng thông thường.
Marketing với nghĩa rộng là "thị trường" là nơi thực hiện khâu lưu thông hàng hóa, không tách rời của quá trình tái sản xuất (bao gồm sản xuất, lưu thông và tiêu dùng), là nơi diễn ra hoạt động mua bán, trao đổi sản phẩm hàng hóa nói chung.
Hậu tố "ing" vốn dùng để chỉ các sự vật đang hoạt động tiếp diễn, diễn đạt 2 ý nghĩa chính: 
- Nội dung cụ thể đang vận động của thị trường
- Quá trình vận động trên thị trường đang diễn ra và sẽ còn tiếp tục.

Quá trình này diễn ra liên tục, nó có bắt đầu nhưng không có kết thúc. Có bắt đầu vì marketing là đi từ nghiên cứu thị trường, doanh nghiệp chỉ hành động khi biết rõ nhu cầu thị trường. Không có kết thúc, vì marketing không dừng lại ngay cả sau khi bán hàng và cung cấp các dịch vụ hậu mãi, marketing còn tiếp tục gợi mở, phát hiện và thỏa mãn nhu cầu ngày một tốt hơn.
Tại Việt Nam, một số tài liệu thường hay dịch từ marketing sang tiếng Việt là "tiếp thị". Tuy nhiên, từ "tiếp thị" không thể bao hàm hết được ý nghĩa của marketing, nó chỉ là phạm vi hẹp của marketing.

## Trao đổi và Giao dịch
Người ta có thể có được một sản phẩm từ bốn cách khác nhau: Tự bản thân họ có thể sản xuất ra sản phẩm hay dịch vụ, như là đi săn, đánh bắt cá, hoặc thu lượm hoa quả. Hoặc dùng vũ lực để có được sản phẩm, như là cắp hoặc cướp. Hoặc xin, như những gì xảy ra đối với những người không nhà xin tiền, hoặc thức ăn. Hoặc đưa ra một sản phẩm, một dịch vụ, hoặc tiền để trao đổi cho thứ mà họ mong muốn.
Trao đổi là khái niệm quan trọng nhất/cốt lõi của Marketing, là tiến trình đạt được 1 sản phẩm từ một người nào đó thông qua việc đưa ra một vật gì đó nhằm trao đổi. Để khả năng trao đổi tồn tại, 5 điều kiện cơ bản phải được thỏa mãn:
1. Có ít nhất 2 bên thành phần tham gia.
2. Mỗi bên phải có một thứ gì đó có giá trị đối với bên kia.
3. Mỗi bên đều có khả năng trao đổi và truyền tải.
4. Mỗi bên được tự do trong việc chấp thuận hay từ chối sự trao đổi.
5. Mỗi bên tin tưởng rằng có sự hợp lý và mong muốn khi thương lượng với bên kia.

Khi hai bên đồng ý thỏa thuận trao đổi, và nếu như họ có thể thương thuyết với nhau - cố đạt được những điều kiện thích hợp thỏa mãn đôi bên. Khi đôi bên đạt được ý nguyện, bước kế đến sẽ là thực hiện giao dịch.
Một giao dịch là sự trao đổi giá trị giữa hai hay nhiều phía: bên A đưa X cho bên B và nhận về Y. Ông Smith bán cho ông Jones một chiếc tivi và ông Jones trả $400 cho ông Smith. Hình thức này được xem như là cổ điển; nhưng trong giao dịch, tiền bạc không nhất thiết phải là giá trị trao đổi. Một giao dịch vẫn có thể bao gồm trao đổi hàng hóa hay dịch vụ cho những hàng hóa hay dịch vụ khác, ví dụ như khi luật sư Jones thảo hợp đồng giúp cho ông Smith, và ông Smith sẽ đưa ra một cuộc kiểm tra sức khỏe cho ông Jones.
Một giao dịch bao gồm một số hướng: có ít nhất 2 vật có giá trị, đồng ý dựa trên điều khoản, thời gian ký kết, và một nơi để ký kết. Một hệ thống luật pháp hỗ trợ và gia cố thêm cho sự bằng lòng của hai bên.
Một giao dịch khác với sự chuyển khoản. Trong một chuyển khoản, bên A đưa X cho bên B nhưng không nhận được bất kỳ vật cụ thể nào. Quà tặng, cống phẩm, từ thiện là chuyển khoản. Hành vi chuyển khoản có thể được xem như là một khái niệm trong trao đổi. Thông thường, người chuyển khoản trông mong sẽ nhận được một thứ gì đó cho quà tặng của họ, tỉ dụ như lòng biết ơn, hay thay đổi hành vi của người nhận. Những tổ chức Quỹ cứu trợ cung cấp ích lợi đến cho những người cứu trợ như thư cảm ơn, thông báo cảm ơn đến báo chí, thiệp mời dự một chương trình.
Nhà tiếp thị làm rộng hơn khái niệm của marketing để học về hành vi chuyển khoản cũng như hành vi giao dịch. Để làm cho chuyển khoản đạt thành công trọn vẹn, các nhà tiếp thị cần tiến hành điều tra từng mong muốn của đối tượng giao dịch.

## Những điều cần được giới thiệu với thị trường
- Trải nghiệm: Một công ty có thể tạo dựng và tiếp thị những kinh nghiệm vốn có của họ. Thế giới Vương quốc màu nhiệm Walt Disney giới thiệu đến trải nghiệm marketing: khách hàng được đến thăm một vương quốc thần tiên, một con tàu cướp biển, hay một ngôi nhà ma.
- Người: Công nghệ lăng xê người là một ngành kinh doanh chính.
- Nơi chốn: Thành phố, tiểu bang, vùng hay một quốc gia cạnh tranh sôi nổi để khuyến dụ du khách, đầu tư, nhà máy chính, và những dân cư mới.
- Tổ chức: Các tổ chức làm những việc có tính chất củng cố để xây dựng một hình ảnh vững mạnh, ưu thế, và độc đáo đối với đối tượng chiến lược. Công ty chi trả tiền bạc cho các quảng cáo xây dựng hình ảnh công ty. Philips, một hãng điện tử của Hà Lan, đưa lên quảng cáo với dòng chữ chính "Let's make things better" (hãy cùng làm cuộc sống tốt đẹp hơn). Ở Anh, chương trình "Every little bit helps" của Tesco đã đưa nó lên hàng đầu của chuỗi siêu thị nơi ấy. Trường đại học, bảo tàng, các tổ chức triển lãm nghệ thuật và các tổ chức không quyền lợi đều dùng marketing để đưa hình ảnh lên cao và cạnh tranh cho khán giả và quỹ.
- Thông tin: Thông tin có thể được sản xuất và tiếp thị như một món hàng: từ điển, báo chí...
- Ý tưởng: Mỗi thị trường đều có những ý tưởng được đưa ra. Charles Revson của hãng Revlon cho rằng: "Trong nhà máy, chúng tôi làm ra mỹ phẩm; trong cửa hiệu, chúng tôi bán sự hy vọng". Sản phẩm và dịch vụ là nền tảng để truyền tải những ý tưởng và quyền lợi. Các nhà tiếp thị xã hội bận rộn cho việc quảng bá những ý tưởng như: "Bạn đừng để bạn lái xe say xỉn" (Friends don't let friends drive drunk) hay như "Một trí óc là một sản phẩm tồi tệ khi bị bỏ phí".

## Marketing hiện đại
Marketing hiện đại chú trọng vào việc thỏa mãn nhu cầu khách hàng bằng cách tìm hiểu tập trung vào thị trường và tập trung vào khách hàng. Công ty trước tiên phải quan tâm đến các nhu cầu của các khách hàng tiềm năng sau đó mới đi vào sản xuất ra sản phẩm hàng hóa hoặc tạo ra dịch vụ. Lý thuyết và thực hành của marketing được thiết lập dựa trên cơ sở khách hàng dùng một sản phẩm hay một dịch vụ nào đó chỉ khi họ có một nhu cầu hoặc bởi vì sản phẩm ấy/dịch vụ ấy mang lại một ích lợi thiết thực cho họ.
Hai mặt chính của marketing là tìm khách hàng mới, giữ liên lạc mật thiết với các khách hàng hiện có.

## Phương pháp
Các phương pháp marketing được hấp thụ bởi nhiều ngành khoa học xã hội khác nhau. Đặc biệt là từ môn tâm lý học, xã hội học, kinh tế học. Nhân loại học cũng có liên quan nhỏ và là một môn đang phát triển có ảnh hưởng đến marketing. Nghiên cứu thị trường tạo cơ sở vững chắc cho các hoạt động này. Thông qua ngành quảng cáo (là một phân ban trong MKT), nó cũng có liên quan rất nhiều đến tố chất sáng tạo nghệ thuật.
Một kế hoạch marketing để đạt được thành công đòi hỏi sự kết hợp chiến lược và hiệu quả của 4 chữ P (Product, Place, Price, Promotion) - Sản phẩm, Phân phối, Định giá và Khuyến mãi. Quản lý marketing là một ngành ứng dụng của tiến trình này.
Do đó marketing hiện đại là một hệ thống kết hợp của nhiều hoạt động kinh tế, nhưng nói một cách cơ bản marketing gồm có bốn việc: bán đúng sản phẩm đến đúng thị trường đang cần nó, định giá đúng theo nhu cầu, thoả mãn đúng nhu cầu của khách hàng và tạo ra lợi nhuận cho nhà sản xuất.

## Marketing (5Ps)
Marketing được hiểu như là các khuyến mãi trong sản phẩm, đặc biệt hơn là quảng cáo và gây dựng thương hiệu. Tuy nhiên, marketing có nghĩa rộng hơn đó là lấy khách hàng làm trọng tâm. Các sản phẩm hàng hóa sẽ được phát triển để đáp ứng với mong mỏi của các nhóm khách hàng khác nhau, và ngay cả trong một vài trường hợp, chỉ một nhóm khách hàng chuyên biệt. E. Jerome McCarthy phân loại marketing vào 4 nhóm hoạt động cơ bản đã trở nên vô cùng phổ biến, bao gồm:
- Product (Sản phẩm hàng hóa): Sản phẩm gồm những thứ hữu hình có thể sờ mó được (tangible) như là đèn, quạt, cửa... hoặc vô hình không sờ được (intangible) như là dịch vụ. Diện mạo của sản phẩm marketing bao gồm các chi tiết đặc điểm của một loại hình sản phẩm hoặc dịch vụ chuyên biệt và làm cách nào nó có liên quan đến nhu cầu và sự cần thiết đến người dùng cuối cùng. Phạm vi của một sản phẩm thường bao gồm cung cấp các thành phần cộng thêm như bảo hành, và các dịch vụ khác.
- Pricing (Định giá): là tiến trình để đi đến việc định giá cho một sản phẩm, gồm cả việc bán giảm giá, hạ giá. Không nhất thiết phải là tiền mặt không thôi, nó có thể là bất kỳ thứ gì có thể đem ra trao đổi cho một sản phẩm hay dịch vụ. Ví dụ: thời gian hay sự quan tâm.
- Placement hay distribution (Vị trí - Phân phối): là việc làm sao cho sản phẩm đến được với khách hàng. Ví dụ như vị trí điểm bán có thuận lợi cho khách mua hàng hay không, vị trí sản phẩm có thuận tiện lọt vào tầm mắt của khách hay không... Đôi khi nó còn có nghĩa là kênh phân phối mà sản phẩm hay hàng hóa được bán ra. Ví dụ bán trên mạng hay bán ở các cửa hàng sỉ, cửa hàng lẻ... bán ở tỉnh hay thành phố bán cho nhóm đối tượng nào (thanh niên, gia đình, hay thương nhân).
- Promotion (Chiêu thị): Bao gồm cả quảng cáo, bán giá khuyến khích, làm cho mọi người chú ý đến, bán riêng cho khách và liên hệ đến nhiều phương pháp trong việc đánh bóng sản phẩm, thương hiệu hoặc công ty.
- People (Con người ): Tất cả 4P trên đều phục vụ cho con người, people là chữ P thứ 5, ảnh hưởng và liên quan đến các yếu tố còn lại.

Một nhà tiếp thị có thể dùng những tính chất ấy để gây dựng nên một kế hoạch marketing hoàn chỉnh. Mẫu 4Ps này có ứng dụng hiệu quả nhất khi marketing cho các giá trị tiêu thụ hàng hóa thấp. Đối với sản phẩm công nghiệp, dịch vụ, sản phẩm tiêu dùng giá trị cao cần có thêm các điều chỉnh cho mô hình này. Bởi vì mỗi môi trường marketing khác nhau, có các tố chất tự nhiên về giao dịch và sản phẩm khác nhau. Marketing dịch vụ thì cần phải có tạo ra một dịch vụ chuyên biệt. Marketing cho công nghiệp, hay B2B, thì cần phải có bản hợp đồng dài hạn mà cần rất nhiều yếu tố kỹ thuật và chuyên biệt cho nhóm sản phẩm này. Marketing mối quan hệ (relationship marketing) thì phải nhìn về hướng thiết lập mối liên kết lâu dài hơn là các bản hợp đồng cá nhân.

### Chỉ trích về mô hình 4P
Trong cuốn sách Riding the Waves of Change (Joessey-Bass, 1988), Morgan đã chỉ ra những điểm hạn chế của phương pháp 4P là phương pháp này vô hình trung nhấn mạnh vào cách nhìn từ bên trong (từ trong công ty ra ngoài), trong khi bản chất của tiếp thị nên là từ cách nhìn từ bên ngoài vào.
Một số tác gia chỉ ra những hướng phát triển thêm của mô hình 4P ví dụ như:
Tiếp thị trong cách ngành công nghiệp hoặc mô hình B2B (Doanh nghiệp với Doanh nghiệp) thì cần xem xét những mối quan hệ và thoả ước manh tính chất lâu dài trong các giao dịch của nguồn cung ứng (supply chain transaction). Tiếp thị mối quan hệ (Relationship marketing) quan tâm đến các mối quan hệ lâu dài nhiều hơn là những giao dịch đơn lẻ.
Tiếp thị trong dịch vụ cần xem xét đến bản chất của dịch vụ đó. Một số các tác gia đề cấp đến 7 Ps (Seven Ps) cho tiếp thị trong dịch vụ. 7 Ps liệt kê các yếu tố sau ngoài 4 yếu tố chính trong 4P, các yếu tố bao gồm quy trình (process), bằng chứng hữu hình (physical evidence), và con người (people)
Một vài tác giả thậm chí đề cập đến yếu tố P khác là bao bì (Packaging) cho dù yếu tố này được cho là thuộc yếu tố sản phẩm (Product). Tuy nhiên, ở các thị trường như Nhật Bản, Trung Quốc, Hàn Quốc hay các ngành công nghiệp về thời trang, mỹ phẩm, nước hoa thì bao bì giữ một vai trò cực kỳ quan trọng—thậm chí nhiều khi còn quan trọng hơn cả chính sản phẩm bên trong bao bì.